# Say It Loud - I'm Black and I'm Proud (album)
Say It Loud - I'm Black and I'm Proud è il ventisettesimo album in studio del cantante statunitense James Brown, pubblicato nel 1969.

## Tracce
1. Say It Loud - I'm Black and I'm Proud – 4:48
2. I Guess I'll Have to Cry Cry Cry – 3:36
3. Goodbye My Love, Pts. 1 & 2 – 5:34
4. Shades of Brown – 2:48
5. Licking Stick, Pt. 1 – 2:55
6. I Love You – 3:36
7. Then You Can Tell Me Goodbye – 3:55
8. Let Them Talk – 4:04
9. Maybe I'll Understand – 3:20
10. I'll Lose My Mind – 2:47